# 737
737 (DCCXXXVII) fue un año común comenzado en jueves del calendario juliano, en vigor en aquella fecha.

## Acontecimientos
- Favila sucede a su padre Don Pelayo en el trono del Reino de Asturias.
- Se produce la batalla del Berre.

## Fallecimientos
- Don Pelayo, primer rey asturiano.
- Teodorico IV, rey franco merovingio.